# 増元拓也
増元 拓也（ますもと たくや、1983年3月19日 - ）は、日本の男性声優。広島県出身。賢プロダクション所属。

## 経歴
映画好きの少年期を過ごし、大塚明夫に憧れて吹き替えをやりたいと考え、声優を志すようになる。声優になるため上京したが、日活芸術学院の1年目で舞台に目覚め、2年目は声優科に行かず俳優科に進む。
当時は「（養成所は）そのための学校なんだから入れば声優になれるだろう」と考えていた。
養成所でアクションを希望していた折りに当該カリキュラムが中止となり、代わりに夏休みを利用して舞台に出ることを考える。この頃は下北沢へ舞台を見に行っており、「劇団員募集」と書かれていたシンプルなA4の張り紙に目に留め、立ち上げたばかりの劇団に「やってくれるならお願い」と言われ入団。
入団以前は「今までの人生が役に活きてなんとか出来るだろう」と考えていたが、舞台稽古では何をやってもダメだと言われ続け、これを契機に芝居というものについて真剣に考え始めた。このまま舞台をやりたいと考え、しばらく劇団で芝居をしていた。
その一方で長らく声優もやりたいと考えていたが、糸口が見つからず、知り合いが見つけてきた賢プロダクションの全国声優オーディションに応募。オーディションを最後まで進み、賢プロダクションの養成所・スクールデュオで半年間の経験後、2012年4月より同事務所の預かりとなる。デビューはテレビアニメ『THE IDOLM@STER』で、後に『アイドルマスターSideM』で共演する同事務所同期の益山武明も同じ観客役で出演していた。現在は吹き替えを中心に活動の幅を広げている。

## 人物
特技はコーヒー焙煎、広島弁、殺陣、スノーボード。趣味はボルダリング、サウナ巡り、喫茶店巡り。好きなものは裏道探索、ラーメン。
鳥好きであり、「きのこ」と「たけのこ」という名前の文鳥を飼っている。

## 出演
太字はメインキャラクター。

### テレビアニメ
2011年
- THE IDOLM@STER（観客D）

2012年
- アイカツ!（カメラマン、助監督、おじさん、アナウンス、記者）
- 銀魂シリーズ（2012年 - 2017年、編集B、知恵空党、警察官、快援隊隊士A） - 3シリーズ
- もやしもん リターンズ（寮生B、メンバーB、レジスタンスB）

2013年
- イクシオン サーガ DT（機動隊長）
- 革命機ヴァルヴレイヴ（男子生徒、ドルシア軍・軍人B、宮町トオル、マギウス、衛士） - 2シリーズ
- ガンダムビルドファイターズ（警備員）
- 君のいる町（男子生徒、学生）
- 境界の彼方（弁当屋）
- 黒子のバスケ（審判、生徒）
- 進撃の巨人（モーゼス、訓練兵）
- 絶対防衛レヴィアタン（調査員、調査隊員）
- たまゆら〜もあぐれっしぶ〜
- ダンボール戦機WARS（笹川ハヤテ）
- デート・ア・ライブ（男）
- マギ（2013年 - 2014年、ぞうねずみ、アモンの眷属、アリババ役の俳優、ドロン、アラン 他） - 2シリーズ

2014年
- ガンダム Gのレコンギスタ（2014年 - 2015年、当番兵、通信兵、オリバー、ギニアビザウ艦長、職員）
- ジョジョの奇妙な冒険 シリーズ（2014年 - 2016年、不良A、警官、野次馬A、男A、運転手 他） - 3シリーズ
- 神撃のバハムート GENESIS（民衆、騎士）
- ソウルイーターノット!（支配人）
- テラフォーマーズ（ギャングA）
- 七つの大罪（男C）
- 幕末Rock
- パックワールド（2014年 - 2015年、ショートフェド、ラウンドエッジズ先生、ゴースト）
- ハピネスチャージプリキュア!（2014年 - 2015年、サイアーク、男性、不良、アシスタントA、氷川師範）
- ピンポン THE ANIMATION（海王部員）
- ブレイドアンドソウル（劔の者）
- マジンボーン（オペレーター、アピス）
- 弱虫ペダル（小堰）

2015年
- Classroom☆Crisis（護衛A）
- トライブクルクル（音咲コウヘイ）
- パンチライン（レポーター）
- FAIRY TAIL（青年）
- 名探偵コナン（2015年 - 2024年、林巡査、森正樹、黒木哲也）
- モンスター娘のいる日常（署長）

2016年
- アイカツスターズ!（教官）
- 暗殺教室（警備兵1）
- うしおととら（貴族B）
- うたの☆プリンスさまっ♪ マジLOVEレジェンドスター（親戚の男性）
- 宇宙パトロールルル子（マフィア、本部隊員星人）
- かみさまみならい ヒミツのここたま（青年）
- コンクリート・レボルティオ〜超人幻想〜THE LAST SONG（コブラ）
- ジョーカー・ゲーム（男）
- DAYS（佐々木）
- TRICKSTER -江戸川乱歩「少年探偵団」より-（勝田雅治）
- ドリフェス!（プロデューサー）
- ビッグオーダー（松村通信員）
- 文豪ストレイドッグス（男達）

2017年
- sin 七つの大罪（男性客）
- GRANBLUE FANTASY The Animation（傭兵A）
- 神撃のバハムート VIRGIN SOUL（兵士）
- アイドルマスター SideM（信玄誠司）

2018年
- 剣王朝（張儀）
- ドラえもん（テレビ朝日版第2期）（2018年 - 2020年、総督、音楽家、怪獣雲、記者）
- 忍たま乱太郎（2018年 - 2020年、殿様、暗殺者）
- かくりよの宿飯（縫ノ陰）
- アイドルマスター SideM 理由あってMini!（信玄誠司）

2020年
- クレヨンしんちゃん（2020年 - 2024年、シェフB、川口〈2代目〉）

2021年
- ふしぎ駄菓子屋 銭天堂（先生）
- 裏世界ピクニック（レイ・バルカー少佐）
- 出会って5秒でバトル（竜胆将門）

2022年
- ユーレイデコ（検察官）
- VAZZROCK THE ANIMATION（大黒岳）
- ポプテピピック　TVアニメーション作品第ニシリーズ（プレイヤーA、竜騎士）

2023年
- 『FLAGLIA』〜なつやすみの物語〜（マリー）
- 吸血鬼すぐ死ぬ2（モエギ）
- ヴィンランド・サガ（ガルザル）
- 魔法使いの嫁 SEASON2（グレゴリー） - 2シリーズ

2024年
- 怪獣8号（衣笠、先輩隊員、防衛隊幹部）
- 義妹生活（鈴木教諭）

2025年
- 魔法使いの約束（ニコラス）
- 気絶勇者と暗殺姫（ザーク）

### 劇場アニメ
- 映画 ハピネスチャージプリキュア! 人形の国のバレリーナ（2014年、サイアーク）
- 映画 聲の形（2016年、広瀬啓祐）
- 劇場版 黒執事 Book of the Atlantic（2017年、マーガレットの父）
- Gのレコンギスタ I・III（2019年 - 2021年、式典員、オリバー〈II〉、ギニアビザウ艦長） - 3作品

### OVA
- たまゆら〜卒業写真〜（2015年）
- TRICKSTER -江戸川乱歩「少年探偵団」より- OVA EPISODE 00（2016年、勝田雅治[14]）

### Webアニメ
- ニンジャスレイヤー フロムアニメイシヨン（2015年、アルバトロス[15]）
- SUPER SHIRO（2020年、ムシ歯センサー）
- バトルスピリッツ 赫盟のガレット（2020年、ルシアン・パークス[16]）
- ラプソディ（2023年、小勢川新太）

### ゲーム
2012年
- イナズマイレブンGO2 クロノ・ストーン ネップウ / ライメイ（客）
- Glass Heart Princess（ジーノ）

2013年
- Glass Heart Princess:PLATINUM（ジーノ）
- コール オブ デューティ ゴースト

2014年
- JUDAS CODE（ムエルタ・メガリス）

2015年
- アイドルマスター SideM（2015年 - 2023年、信玄誠司）

2016年
- SDガンダム GGENERATION GENESIS（一般兵）
- クイズRPG 魔法使いと黒猫のウィズ（ナゾニャーゾ）
- 白猫プロジェクト（クロード・アサノ）

2017年
- ゼルダの伝説 ブレス オブ ザ ワイルド（テバ）
- パラノーマルキス -Paranormal Kiss-（九頭見燎原、松島征、渡部倫太朗）
- ザ・ロストチャイルド（シュー）
- アイドルマスター SideM LIVE ON ST@GE!（2017年 - 2020年、信玄誠司）
- サイコブレイク2（リアム・オニール）
- Horizon Zero Dawn:凍てついた大地（ナルトゥーク）
- グランブルーファンタジー（2017年 - 2023年、ザ・デビル）

2018年
- 天涯ニ舞ウ、粋ナ花（弥島幸太）
- シンエンレジスト（バージェス）
- 逆転オセロニア（ラデル）
- CARAVAN STORIES（バズ）

2019年
- Days Gone（ジム）
- 永遠の七日（レチェール）
- Apex Legends（クリプト）
- キャプテン翼ZERO ～決めろ！ミラクルシュート～（デューター・ミューラー）
- ニード・フォー・スピード ヒート
- 人狼狂(グルイ)（Leone(レオーネ)）
- 魔法使いの約束（ニコラス）

2020年
- 東京放課後サモナーズ（シンノウ、アキハゴンゲン）
- キャプテン翼 RISE OF NEW CHAMPIONS（デューター・ミューラー）
- ゼルダ無双 厄災の黙示録（テバ）

2021年
- アイドルマスター ポップリンクス（信玄誠司）
- ライブ・ア・ヒーロー!（シャフト）
- 永遠の7日-終わりなき始まり（レチェール）
- アイドルマスター SideM GROWING STARS（2021年 - 2023年、信玄誠司）

2022年
- ファイアーエムブレム無双 風花雪月（ホルスト＝ジギスヴァルト＝ゴネリル）
- ドラゴンクエストX 目覚めし五つの種族 オフライン（アロルド）
- ファイアーエムブレム ヒーローズ（ホルスト）
- 三国極戦（徐晃）
- 夢職人と忘れじの黒い妖精（キッド）
- 信長の野望 覇道（支倉常長、滝川一益、島津義弘）
- ニード・フォー・スピード アンバウンド（シミズ）
- ドラゴンクエスト トレジャーズ 蒼き瞳と大空の羅針盤（ブリッツ、ヘルコンドル族、シャドー族、ギガンテス族）

2023年
- ゼルダの伝説 ティアーズ オブ ザ キングダム（テバ）
- シャイニングニキ（ノータ）
- 夢みるぴょんぴょんランド（ガンチェン）

2024年
- 龍が如く8（ウォン・トー）
- ファイナルファンタジーVII リバース
- 鳴潮（講談師）

2025年
- ファイナルファンタジータクティクス - イヴァリース クロニクルズ（ザルバッグ・ベオルブ）

### ドラマCD
2016年
- アイドルマスター SideM シリーズ（2016年 -、信玄誠司）

2018年
- VAZZROCK シリーズ（2018年 - 、大黒岳）

2019年
- HANDEAD ANTHEM シリーズ（2019年 - 、杁敦豪、真我里依留、三次利狂、藻津ノラ）
  - DROP SERIES
  - TRUCKS TRUST
  - TEMPEST

2022年
- ラプソディ シリーズ（2022年 -、小勢川新太）

### BLCD
- 俺と上司の恋の話（2016年、吉田[50]）
- エンプティースイーティー（2018年、藤原舎次）
- 憎らしい彼 美しい彼2（2021年、設楽克己[51]）

### オーディオブック
- どこでも誰とでも働ける――12の会社で学んだ“これから”の仕事と転職のルール（2020年[52]）
- 「運動しなきゃ…」が「運動したい！」に変わる本（2023年[53]）

### オーディオドラマ
- 同棲花盛り-増元拓也の場合 嵐・明日真-（2021年、新渡戸嵐、如月明日真[54]）
- 同棲花盛り 増元拓也の場合 -マセイ・ゼンジ-（2022年、藤月マセイ、志堂ゼンジ[55]）
- アイドルマスター SideM「315 PASSION CONTENTS」（2023年 - 2024年、信玄誠司） - 2作品[一覧 6]

### 吹き替え

#### 担当俳優
レゲ＝ジャン・ペイジ
- ブリジャートン家 シーズン1（2020年、サイモン・バセット）
- グレイマン（2022年、デニー・カーマイケル）
- Audi CM「Audi Q4 e-tron 誕生」（2022年、本人）

#### 映画
2012年
- ミッドナイト・イン・パリ（ルイス・ブニュエル〈アドリアン・ドゥ・ヴァン〉）
- ウォリスとエドワード 英国王冠をかけた恋（ウィリアム）

2013年
- アフターショック（アリエル〈アリエル・レヴィ〉）
- モーターウェイ（ジョン・サン）
- 奪命金（サム）
- 007 慰めの報酬（ユセフ〈サイモン・カシアニデス〉）※キングレコード版
- レジェンド・オブ・メダリオン -時空を越えた秘密の島-（ビリー父）

2014年
- ファントム/開戦前夜（サーシャ〈ジェイソン・グレイ＝スタンフォード〉）
- ローン・サバイバー（ハスラート海兵隊軍曹）
- フューリー（ビンカウスキ）
- 6才のボクが、大人になるまで。（ジェド）
- ハード・パニッシャー（グリフ）
- ハミングバード（タックスマン）
- インフェルノ 大火災脱出（張医師）
- ライド・アロング〜相棒見習い〜（ランフラット）
- 新しき世界（ソンム）
- バチカンで逢いましょう（ラインホルト）
- ソウルガールズ（ジェンセン少尉）
- ヘラクレス帝国の侵略（ホレス）
- ラストベガス（エズラ）
- バトル・オブ・バミューダトライアングル（ヴィンセント）

2015年
- エベレスト 3D（デイヴィッド・ブリーシヤーズ）
- 戦場からのラブレター（ヴィクター・リチャードソン〈コリン・モーガン〉）
- バトル・オブ・バミューダトライアングル　(ヴィンセント)
- パレードへようこそ（マーク・アシュトン〈ベン・シュネッツァー〉）
- 誘拐の掟（ケニー・クリスト〈ダン・スティーヴンス〉）
- ワイルド・スピード SKY MISSION（ジャカンディの部下4）
- 靴職人と魔法のミシン（スリック）
- グッド・ライ 〜いちばん優しい嘘〜（トビー）

2016年
- 新しいワタシの見つけ方（ジェイコブ〈ライアン・マカータン〉）
- 帰ってきたヒトラー（ファビアン・ザヴァツキ〈ファビアン・ブッシュ〉）
- キリング・サラザール 沈黙の作戦（スコニー〈ダレン・E・スコット〉）
- PANDEMIC パンデミック（ウィーラー〈アルフィー・アレン〉）
- ホワイト・ガール

2017年
- クリミナル 2人の記憶を持つ男（ビル・ポープ〈ライアン・レイノルズ〉）
- 潜入者（ロベルト・アルケイノ〈ベンジャミン・ブラット〉）
- フロム・ダスク・ティル・ドーン（ピート・ボトムズ）※Netflix版

2019年
- ジョニー・イングリッシュ アナログの逆襲（P）
- search/サーチ
- マリッジ・ストーリー（チャーリー・バーバー〈アダム・ドライバー〉）

2020年
- ザ・バンカー

2021年
- ゴジラvsコング
- 愛の行方（アイゼイア〈コフィ・シリボー〉）

2022年
- シニアイヤー（タッパー）
- シラノ（クリスチャン・デ・ヌヴィレット〈ケルヴィン・ハリソン・Jr〉）
- ホワイト・ノイズ（ジャック・グラドニー〈アダム・ドライバー〉）

2023年
- 刑事ジョン・ルーサー: フォールン・サン（アーチー・ウッドワード〈トーマス・クームズ〉）

2024年
- ディスクワイエット（フランク）
- 武道実務官（作家K）

2025年
- ジュラシック・ワールド（バリー〈オマール・シー〉）※ザ・シネマ版
- バスティオン36（ヴィニー）
- アナザー・シンプル・フェイバー（ダンテ〈ミケーレ・モローネ〉）
- マレガオンのスーパーボーイズ〜夢は映画と共に〜（シャフィーク）

#### ドラマ
2010年
- KING兄弟（モーリス）

2012年
- キング 〜Two Hearts（ユンチャン）
- スイッチ 〜運命のいたずら〜（アレックス）
- メル&ジョー 好きなのはあなたでしょ?（ホテルマン）

2013年
- 私立探偵ヴァルグ（キム）
- HOMELAND（ジョシュ）
- ホワイトカラー
- NCIS:LA 〜極秘潜入捜査班（ユーセフ・カリーム）

2014年
- ウォーキング・デッド シーズン4 - 7（エイブラハム・フォード〈マイケル・カドリッツ〉）
- スキャンダル 託された秘密 シーズン3（ピーター）
- お金の化身（ファン・ジャンシク）

2015年
- 宇宙船レッド・ドワーフ号（キリスト / ユダ）
- 華政（ホ・ギュン）
- ザ・ラストシップ（ジェイコブ・バーンズ〈デヴォン・ガマーソール〉）
- ウェイワード・パインズ 出口のない街（ハロルド・バリンジャー〈リード・ダイアモンド〉）
- スクリーム（ブランソン）
- FOREVER Dr.モーガンのNY事件簿（アダム〈バーン・ゴーマン〉）
- 主君の太陽（ユ・ヘソン）
- オレンジ・イズ・ニュー・ブラック シーズン1 - 7（2015年 - 2019年）

2016年
- ゲーム・オブ・スローンズ シーズン6 - 7 （2016年 - 2017年、ディコン・ターリー〈フレディー・ストローマ、トム・ホッパー〉、ハラルド・カースターク）
- ルーク・ケイジ シーズン1 - 2（2016年 - 2018年、アレックス）
- オリジナルズ シーズン3（ウィル・キニー）
- ローマ帝国 コモドゥス: 血塗られた統治
- LUCIFER/ルシファー シーズン1,6（警察官）

2017年
- アメリカン・ゴシック 〜偽りの一族〜
- スニーキー・ピート シーズン1 - 3（2017年 - 2019年、ピート〈イーサン・エンブリー〉 他）
- タイムレス シーズン1 - 2（2017年 - 2019年、コナー・メイソン〈パターソン・ジョセフ〉）
- 13の理由 シーズン1 - 4（2017年 - 2020年、マット・ジェンセン〈ジョシュ・ハミルトン〉 他）

2018年
- レクイエム: マチルダ・グレイの秘密
- THE PATH/ザ・パス シーズン2（コディアック）

2019年
- ブラック・アース・ライジング（リドラー 他）
- モダン・ラブ 〜今日もNYの街角で〜（ジェフ〈ゲイリー・カー〉）

2020年
- ロック&キー シーズン1 - 2（2020年 - 2021年、ルーカス）
- FBI: 特別捜査班 シーズン1 - （2020年 - 、オマル・アドム“OA”ジダン〈ジーコ・ザキ〉）
- シットコム大運動会

2021年
- ラブアイランドUSA 水着で恋するフィジー編（ウェストン・リッチー）
- 暗黒と神秘の骨
- 弁護士ビリー・マクブライド シーズン4（ロブ・ベッテンコート〈ブランドン・スコット〉）

2022年
- ランドスケーパーズ 秘密の庭（ダグラス・ヒルトン〈ディポ・オラ〉）
- コブラ会 シーズン5（マイク・バーンズ）
- ダーマー（ロナルド）
- 80日間世界一周（ジャン・パスパルトゥー〈イブラヒム・コーマ〉）
- ウェンズデー（ガルピン）
- ロング・ナイト 沈黙的真相（グー・イーミン）

2023年
- リトビネンコ暗殺（アンドレイ・ルゴボイ〈ラッド・カイム〉）
- コンサルタント（クレイグ〈ナット・ウルフ〉）
- セックス/ライフ シーズン2（スペンサー）
- ジュビリー 〜ボリウッドの光と影〜（ビノード）
- ラザロ・プロジェクト 時を戻せ、世界を救え! シーズン1 - 2（ロス〈ブリアン・グリーソン〉）
- 愛だと言って（ユン・ジュン〈ソンジュン〉）
- フランク、アイルランドのダメ男。（フランク〈ブリアン・グリーソン〉）
- キャット 〜私のママは首相〜（ティム）
- 結婚契約（ハン・ジフン〈イ・ソジン〉）
- ラブ・イズ・ブラインド 〜外見なんて関係ない?!〜 シーズン5（JP）

2024年
- ベルグレービア 新たなる秘密（フレデリック・トレンチャード〈ベンジャミン・ウェインライト〉）

2025年
- ベルリン ER（ベン〈スラヴコ・ポパディチ〉）

#### アニメ
- ハルク: スマッシュ・ヒーローズ（ブラックボルト）
- ハイ・ホー7D（2014年、ねぼすけ）
- アドベンチャー・タイム（2014年 - 、ディスティニー、バナナガード、バブル 他）
  - アドベンチャー・タイム:遥か遠い世界で #3 ずっと一緒（2021年、キツネ）
- アルティメット・スパイダーマン（2015年、ブラックボルト）
- サンダーバード ARE GO（2016年）
- ズートピア（2016年、ウーリー）
- トロールズ: シング・ダンス・ハグ!（2018年 - 2019年、ミスター・ディンクルス、グロス）
- マイルズのミッション・フォース・ワン（2018年、ルミニックス、ブリズバート）
- ビッグシティ・グリーン（2018年）
- スター・ウォーズ: バッド・バッチ（2021年、パイク）
- 時光代理人 -LINK CLICK-（2022年、陸鴻斌〈ルー・ホンビン〉）

### ボイスオーバー
- アメリカン・ネクスト・スター（2011年、ホーウィー・マンデル）
- 心理トリックの世界（2013年、青いシャツの男）
- 本番まで、あと7日（2018年）
- 地球ドラマチック
  - 「コロッセオで大実験!世界遺産の舞台裏」・「あなたの知らないローマ〜探検!古代都市の地下迷宮〜」（2017年）
  - 「あなたの知らないイスタンブール〜3Dで再現!魅惑の古都〜」・「徹底検証! ティラノサウルス 〜最強恐竜の真実〜」（2018年）
  - 「サグラダ・ファミリア 未完の傑作」（2019年）
  - 「1億年の謎! 恐竜化石の事件簿」（2020年）
  - 「ゼロから無限大へ 〜数の不思議に迫る〜」（2023年）
- BS世界のドキュメンタリー（NHK BS1）
  - 「アメリカ刑務所産業」・「プラスチック・チャイナ」（2018年）
  - 「南極でビエンナーレ」・「高所恐怖症を克服せよ!」（2019年）
  - 「指名手配: バンクシー 正体不明のアーティストを追え」・「40日で長期政権を倒した男 〜アルメニア "革命"の舞台裏〜」・「フィリップ殿下 女王と歩んだ軌跡」・「"真実の愛"を探して エジプトへ向かうシニア女性たち」（2021年）
  - 「イギリス王室の至宝 -戴冠宝器の知られざる物語-」（2022年）
  - 「循環型社会の"夢"は実現するか?」・「プーチンの陰で 大富豪"オリガルヒ"の闇を暴く」（2023年）
  - 「AIの不都合な真実」・「ジョージ王子 英王室の新しい帝王学」（2025年）
- 南極恐竜・知られざる命の物語（2022年）

### ナレーション
- 100人の被験者たち（2022年、TBS）
- BS世界のドキュメンタリー（NHK BS1）
  - 「ノーラン・ライアン "伝説の投手"の真実」
    - 前編（2023年4月24日）
    - 後編（2023年4月25日）

### CM
- Audi「進化をカタチにする。Audi Q4 e-tron 誕生」（2022年[66]）

### ラジオ
※はインターネット配信。
- アイドルマスター SideM ラジオ 315プロNight!（2016年、2020年 - 、ニコニコ生放送※）
- THE IDOLM@STER MUSIC ON THE RADIO（2020年、ニコニコ生放送※） - アシスタントパーソナリティー

### テレビ番組
※はインターネット配信。
- 手酌ですみません!〜声優たちのとっておきの居酒屋〜（2017年、TBSチャンネル[67]）
- K4カンパニー（2017年 - 2022年、YouTube※・ニコニコ動画※）
- 占い男子（2019年 - 、ニコニコ動画※）

### 映像商品
- THE IDOLM@STER SideM 2nd STAGE ～ORIGIN@L STARS～（2017年9月13日）
- THE IDOLM@STER SideM GREETING TOUR 2017 〜BEYOND THE DREAM〜（2018年4月25日）
- THE IDOLM@STER SideM 3rdLIVE TOUR ～GLORIOUS ST@GE!～ Side MAKUHARI（2018年11月7日）
- 人狼バトル lies and the truth 2019 August〜人狼VSエクソシスト〜（2020年4月1日）

### 朗読劇
- THE IDOLM@STER SideM PASSIONABLE READING SHOW -超常事変〜対立スル正義〜-（2023年3月11日、武蔵野の森総合スポーツプラザ メインアリーナ） - 信玄誠司 役[68]
- 朗読劇『ドリアン・グレイの肖像』（2023年5月5日 - 6日、TOKYO FM HALL） - ヘンリー・ウォットン 役[69]
- THE IDOLM@STER SideM PASSIONABLE READING SHOW ～天地四心伝～（2024年2月11日、幕張イベントホール） - 信玄誠司 役[70]
- 江戸川乱歩 名作朗読劇「怪人二十面相－暗黒星－」（2024年3月2日、博品館劇場） [71]
- 朗読劇「若きウェルテルの悩み」（2024年5月6日、TOKYO FM HALL）[72]
- 朗読劇「ネコたん！〜猫町怪異奇譚〜」（2024年5月10日・11日、あうるすぽっと） - 龍石李依 / サクタロー 役[73]
- 朗読劇「ニュー・ルネッサンス・イン・パリ」（2024年7月28日、博品館劇場）[74]
- 江戸川乱歩 名作朗読劇「少年探偵団」（2024年9月8日、紀伊國屋サザンシアター TAKASHIMAYA） - 明智小五郎 役 他[75][76]
- SF空想科学朗読劇「宇宙戦争」(2025年1月12日、I'M A SHOW）[77]
- 方南ぐみ企画公演 朗読劇「青空」（2025年2月2日、俳優座劇場）[78]
- 音楽朗読劇「仮面の男」〜アレクサンドル・デュマ・ペール「ダルタルニャン物語」より〜（2025年3月6日、博品館劇場） -アトス 役 他[79][80]
- 朗読劇「ネコたん！弐 ぷらす 〜猫町怪異奇譚〜」仮面遊戯殺猫事件（2025年6月18日、あうるすぽっと） - サクタロー 役[81][82]
- 朗読劇「胡桃炸裂症候群 -Drosselmeyer Syndrome - 承」（2025年8月22日 - 24日〈予定〉、CBGKシブゲキ!!）[83]
- VISIONARY READING「三島由紀夫レター教室」（2025年10月11日〈予定〉、紀伊國屋ホール） - 丸トラ一 役[84]

### 舞台
- パフォーマンスユニットTWT vol.12『SANADA XI』（2023年6月9日 - 11日,17日 - 18日、吉祥寺シアター） - 豊臣秀頼 役[85]
- パフォーマンスユニットTWT vol.13『セント・メグル・タイム-僕らの時空転々記-』（2024年8月31日、新宿シアタートップス） - 修理屋、AIメグル 役[86]

### その他コンテンツ
- 城崎広告（2017年、猫渕渉、シロにゃんにゃ）

## ディスコグラフィ

### キャラクターソング
| 発売日         | 商品名 | 歌 | 楽曲                                                                      | 備考                                                                                               |
| -------------- | --- | --- | ------------------------------------------------------------------------- | -------------------------------------------------------------------------------------------------- |
| 2016年1月27日  | THE IDOLM@STER SideM ST@RTING LINE -08 FRAME                                                                  | FRAME | 「勇敢なるキミヘ」 「MISSION is ピースフル!」 「DRIVE A LIVE」            | ゲーム『アイドルマスター SideM』関連曲                                                             |
| 2017年2月1日   | Beyond The Dream                                                                                              | 315プロダクション所属アイドル | 「Beyond The Dream」                                                      | ゲーム『アイドルマスター SideM』関連曲                                                             |
| 2017年2月1日   | Beyond The Dream                                                                                              | 315プロダクション所属アイドル（メンタル） | 「Beyond The Dream」                                                      | ゲーム『アイドルマスター SideM』関連曲                                                             |
| 2017年8月9日   | THE IDOLM@STER SideM ORIGIN@L PIECES 06                                                                       | 信玄誠司（増元拓也） | 「GO AHEAD SMILE!」                                                       | ゲーム『アイドルマスター SideM』関連曲                                                             |
| 2018年2月14日  | THE IDOLM@STER SideM 3rd ANNIVERSARY DISC 02 FRAME & もふもふえん & F-LAGS                                    | FRAME | 「Swing Your Leaves」                                                     | ゲーム『アイドルマスター SideM』関連曲                                                             |
| 2018年2月14日  | THE IDOLM@STER SideM 3rd ANNIVERSARY DISC 02 FRAME & もふもふえん & F-LAGS                                    | FRAME、もふもふえん、F-LAGS | 「Compass Gripper!!!」                                                    | ゲーム『アイドルマスター SideM』関連曲                                                             |
| 2018年2月24日  | THE IDOLM@STER SideM 3rd ANNIVERSARY SOLO COLLECTION 02                                                       | 信玄誠司（増元拓也） | 「Swing Your Leaves」                                                     | ゲーム『アイドルマスター SideM』関連曲                                                             |
| 2018年8月17日  | VAZZROCK ユニットソング2 ROCK DOWN vol.1 -始動-                                                               | ROCK DOWN | 「ROCK DOWN」 「優しい世界」 「孤独のVampire」                            | 『VAZZROCK』関連曲                                                                                 |
| 2018年11月30日 | VAZZROCK bi-colorシリーズ10 立花歩-aquamarine-                                                                | 立花歩（坂泰斗）、大黒岳（増元拓也） | 「REFRAIN」                                                               | 『VAZZROCK』関連曲                                                                                 |
| 2018年12月5日  | THE IDOLM@STER SideM WakeMini! MUSIC COLLECTION 02                                                            | 315 STARS（メンタル Ver.） | 「Friendly Smile」                                                        | テレビアニメ『アイドルマスター SideM 理由あってMini!』エンディングテーマ                           |
| 2018年12月28日 | VAZZROCK bi-colorシリーズ11 大黒岳-hematite-                                                                  | 大黒岳（増元拓也） | 「BREAKING THE WORLD!!」                                                  | キャラクターCD『VAZZROCK』関連曲                                                                   |
| 2018年12月28日 | VAZZROCK bi-colorシリーズ11 大黒岳-hematite-                                                                  | 大黒岳（増元拓也）、名積ルカ（河本啓佑） | 「アルカナの旅路」                                                        | キャラクターCD『VAZZROCK』関連曲                                                                   |
| 2019年3月15日  | THE IDOLM@STER SideM WakeMini! SOLO COLLECTION 02 MENTAL Ver.                                                 | 信玄誠司（増元拓也） | 「Friendly Smile」                                                        | テレビアニメ『アイドルマスター SideM 理由あってMini!』関連曲                                       |
| 2019年5月10日  | THE IDOLM@STER SideM 4th ANNIVERSARY DISC「LIVE in your SMILE / DREAM JOURNEY」                               | Altessimo、W、FRAME、彩、神速一魂、S.E.M、THE 虎牙道、Legenders | 「LIVE in your SMILE」                                                    | ゲーム『アイドルマスター SideM』関連曲                                                             |
| 2019年11月9日  | WANTED HANDEAD                                                                                                | 天神コウ（小松昌平）、嘉間良流（益山武明）、三次利狂（増元拓也）、和食雷我（濱健人） | 「WANTED HANDEAD」                                                        | 『HANDEAD ANTHEM』関連曲                                                                           |
| 2019年12月18日 | THE IDOLM@STER SideM 5th ANNIVERSARY DISC 01 PRIDE STAR                                                       | 315 ALLSTARS | 「PRIDE STAR」 「DRIVE A LIVE」 「Reason!!」 「GLORIOUS RO@D」            | ゲーム『アイドルマスター SideM』関連曲                                                             |
| 2020年1月29日  | fLeEk | B.U.H | 「fLeEk」                                                                 | 『HANDEAD ANTHEM』関連曲                                                                           |
| 2020年2月12日  | 宵宵乱舞 | 夜鳴 | 「宵宵乱舞」                                                              | 『HANDEAD ANTHEM』関連曲                                                                           |
| 2020年2月26日  | Why not? | deva | 「Why not?」                                                              | 『HANDEAD ANTHEM』関連曲                                                                           |
| 2020年3月6日   | THE IDOLM@STER SideM 5th ANNIVERSARY UNIT COLLECTION -PRIDE STAR-                                             | FRAME | 「PRIDE STAR」                                                            | ゲーム『アイドルマスター SideM』関連曲                                                             |
| 2020年3月18日  | BIG WAVE | HIGH-TIDE | 「BIG WAVE」                                                              | 『HANDEAD ANTHEM』関連曲                                                                           |
| 2020年3月18日  | THE IDOLM@STER SideM 5th ANNIVERSARY DISC 04 FRAME&S.E.M&Legenders                                            | FRAME | 「スリーブレス」                                                          | ゲーム『アイドルマスター SideM』関連曲                                                             |
| 2020年3月18日  | THE IDOLM@STER SideM 5th ANNIVERSARY DISC 04 FRAME&S.E.M&Legenders                                            | FRAME、S.E.M、Legenders | 「Bet your intuition!」                                                   | ゲーム『アイドルマスター SideM』関連曲                                                             |
| 2020年4月1日   | THE IDOLM@STER SideM WORLD TRE@SURE 13                                                                        | 鷹城恭二（梅原裕一郎）、信玄誠司（増元拓也）、伊瀬谷四季（野上翔）、北村想楽（汐谷文康） | 「Welcome to Japan!」 「MEET THE WORLD!（JAPAN Ver.）」                   | ゲーム『アイドルマスター SideM LIVE ON ST@GE!』関連曲                                              |
| 2020年4月24日  | VAZZROCK bi-colorシリーズ2ndシーズン11 白瀬優馬-peridot×hematite-                                             | 白瀬優馬（堀江瞬）、大黒岳（増元拓也） | 「夕日が丘」                                                              | 『VAZZROCK』関連曲                                                                                 |
| 2020年5月29日  | VAZZROCK bi-colorシリーズ2ndシーズン12 大黒岳-hematite×amethyst-                                              | 大黒岳（増元拓也） | 「Secret Spice」                                                          | 『VAZZROCK』関連曲                                                                                 |
| 2020年5月29日  | VAZZROCK bi-colorシリーズ2ndシーズン12 大黒岳-hematite×amethyst-                                              | 大黒岳（増元拓也）、眞宮孝明（新垣樽助） | 「一夜一夜に燃えてゆけ」                                                  | 『VAZZROCK』関連曲                                                                                 |
| 2020年6月26日  | VAZZROCK play of colorシリーズ3 いつかの話を君としよう                                                        | 築二葉（白井悠介）、久慈川悠人（長谷川芳明）、大黒岳（増元拓也） | 「DIVE」 「POKER FACE!!」                                                 | 『VAZZROCK』関連曲                                                                                 |
| 2020年7月15日  | Rewrite the World                                                                                             | 夜鳴 | 「Rewrite the World」 「参上！わりことし」                                | 『HANDEAD ANTHEM』関連曲                                                                           |
| 2020年8月19日  | HIGH-LIGHT-BLUE                                                                                               | HIGH-TIDE | 「HIGH-LIGHT-BLUE」 「Miss Mermaid」                                      | 『HANDEAD ANTHEM』関連曲                                                                           |
| 2020年8月26日  | THE IDOLM@STER SideM 5th ANNIVERSARY SOLO COLLECTION 03                                                       | 信玄誠司（増元拓也） | 「スリーブレス」                                                          | ゲーム『アイドルマスター SideM』関連曲                                                             |
| 2020年9月16日  | INFECTION | B.U.H | 「INFECTION」 「Crazy Be Crazy」                                          | 『HANDEAD ANTHEM』関連曲                                                                           |
| 2020年9月19日  | アイドルマスター SideM ストラグルハート 第2巻特装版特典CD                                                     | FRAME | 「喝彩！〜花鳥風月〜」                                                    | 漫画『アイドルマスター SideM ストラグルハート』関連曲                                              |
| 2020年10月21日 | Calling you                                                                                                   | deva | 「Calling you」 「命の華」                                                | 『HANDEAD ANTHEM』関連曲                                                                           |
| 2020年10月30日 | VAZZROCK COLORシリーズ [-RED-] Paint the town red                                                             | ROCK DOWN | 「Deep Scar ～告解の羊～」                                                | 『VAZZROCK』関連曲                                                                                 |
| 2020年11月11日 | MAD PARADE | B.U.H | 「MAD PARADE」                                                            | 『HANDEAD ANTHEM』関連曲                                                                           |
| 2020年11月20日 | VAZZROCK ユニットソング4 ROCK DOWN vol.2 -The adventure begins here.-                                         | ROCK DOWN | 「月影小唄」 「Go Dash」 「JEWEL PRINCESS」                               | 『VAZZROCK』関連曲                                                                                 |
| 2020年12月9日  | KNOCK'EM DEAD                                                                                                 | 天神コウ・冨着ずみ・嘉間良眩・春野穏人（小松昌平）、嘉間良流・鬼童町信乃・比作天外・久重護（益山武明）、三次利狂・杁敦豪・真我里依留・藻津ノラ（増元拓也）、和食雷我・黒崎隆景・石垣真那人・白島溺（濱健人） | 「KNOCK'EM DEAD」                                                         | キャラクターCD『HANDEAD ANTHEM』関連曲                                                             |
| 2020年12月9日  | KNOCK'EM DEAD                                                                                                 | 三次利狂・杁敦豪・真我里依留・藻津ノラ（増元拓也） | 「KNOCK'EM DEAD（教授と3匹のホモ・サピエンスver.）」                      | キャラクターCD『HANDEAD ANTHEM』関連曲                                                             |
| 2021年1月29日  | VAZZROCK COLORシリーズ [-GREEN-] Get the green light                                                          | ROCK DOWN | 「World Tree」                                                            | 『VAZZROCK』関連曲                                                                                 |
| 2021年1月29日  | VAZZROCK COLORシリーズ [-GREEN-] Get the green light                                                          | 天羽玲司（佐藤拓也）、立花歩（坂泰斗）、大黒岳（増元拓也） | 「Happy Time!」                                                           | 『VAZZROCK』関連曲                                                                                 |
| 2021年2月7日   | THE IDOLM@STER SideM UNIT COLLECTION -MEET THE WORLD!-                                                        | 315 ALLSTARS | 「MEET THE WORLD!」                                                       | ゲーム『アイドルマスター SideM』関連曲                                                             |
| 2021年2月7日   | THE IDOLM@STER SideM UNIT COLLECTION -MEET THE WORLD!-                                                        | FRAME | 「MEET THE WORLD!」                                                       | ゲーム『アイドルマスター SideM』関連曲                                                             |
| 2021年3月3日   | THE IDOLM@STER SideM NEW STAGE EPISODE:11 FRAME                                                               | FRAME | 「リビングアイズヒーロー」 「NEXT STAGE!」                                | ゲーム『アイドルマスター SideM』関連曲                                                             |
| 2021年3月26日  | VAZZROCK bi-colorシリーズ3rdシーズン1 小野田翔-diamond×hematite- 星降る丘で                                   | 小野田翔（菊池幸利）、大黒岳（増元拓也） | 「Endless Night」                                                         | 『VAZZROCK』関連曲                                                                                 |
| 2021年4月15日  | AWAKE | 天神コウ・冨着ずみ・嘉間良眩・春野穏人（小松昌平）、嘉間良流・鬼童町信乃・比作天外・久重護（益山武明）、三次利狂・杁敦豪・真我里依留・藻津ノラ（増元拓也）、和食雷我・黒崎隆景・石垣真那人・白島溺（濱健人）、ハンヒジュン・宇甘ガラ（榊原優希）、龍門樹・皆野幸（浦田わたる）、九里シモン・知花源次朗（熊谷健太郎） | 「AWAKE」                                                                 | 『HANDEAD ANTHEM』関連曲                                                                           |
| 2021年5月28日  | VAZZROCK LIVE 2020 特典CD                                                                                     | VAZZY、ROCK DOWN | 「Dear Dreamer, (VAZZROCK ver.)」                                         | 『VAZZROCK』関連曲                                                                                 |
| 2021年5月28日  | VAZZROCK LIVE 2020 Amazon特典CD                                                                               | ROCK DOWN | 「Dear Dreamer, (ROCK DOWN ver.)」                                        | 『VAZZROCK』関連曲                                                                                 |
| 2021年6月18日  | SOLO COLLECTION Ruby                                                                                          | 真我里依留（増元拓也） | 「Temptation」                                                            | 『HANDEAD ANTHEM』関連曲                                                                           |
| 2021年7月21日  | SOLO COLLECTION Topaz                                                                                         | 藻津ノラ（増元拓也） | 「可変的存在」                                                            | 『HANDEAD ANTHEM』関連曲                                                                           |
| 2021年8月11日  | SOLO COLLECTION Turquoise                                                                                     | 三次利狂（増元拓也） | 「SPIRAL」                                                                | 『HANDEAD ANTHEM』関連曲                                                                           |
| 2021年8月27日  | VAZZROCK bi-colorシリーズ3rdシーズン6 大黒 岳-hematite×ruby- There is no love sincerer than the love of food. | 大黒岳（増元拓也） | 「Strong Belief」                                                         | 『VAZZROCK』関連曲                                                                                 |
| 2021年8月27日  | VAZZROCK bi-colorシリーズ3rdシーズン6 大黒 岳-hematite×ruby- There is no love sincerer than the love of food. | 大黒岳（増元拓也）、築一紗（山中真尋） | 「R.I.P.PLES ～リプルス～」                                               | 『VAZZROCK』関連曲                                                                                 |
| 2021年9月15日  | SOLO COLLECTION Amethyst                                                                                      | 杁敦豪（増元拓也） | 「R.I.P.」                                                                | 『HANDEAD ANTHEM』関連曲                                                                           |
| 2021年9月29日  | THE IDOLM@STER SideM GROWING SIGN@L 01 Growing Smiles!                                                        | 315 ALLSTARS | 「Growing Smiles!」 「DRIVE A LIVE」 「Beyond The Dream」 「NEXT STAGE!」 | ゲーム『アイドルマスター SideM GROWING STARS』関連曲                                               |
| 2021年11月26日 | VAZZROCK ユニットソング6 ROCK DOWN vol.3 -Former Hero:Active Hero-                                            | ROCK DOWN | 「étrangère -砂海の魔術師-」 「Diamond Stars」 「Smile For You」          | 『VAZZROCK』関連曲                                                                                 |
| 2022年1月8日   | THE IDOLM@STER SideM UNIT COLLECTION -Growing Smiles!-                                                        | FRAME | 「Growing Smiles!」                                                       | ゲーム『アイドルマスター SideM GROWING STARS』関連曲                                               |
| 2022年1月12日  | THE IDOLM@STER SideM GROWING SIGN@L 03 FRAME                                                                  | FRAME | 「Plus 1 Good Day!」 「SOOTHING PLACE」                                   | ゲーム『アイドルマスター SideM GROWING STARS』関連曲                                               |
| 2022年3月4日   | HANDEAD THE BEST                                                                                              | 天神コウ・冨着ずみ・嘉間良眩・春野穏人（小松昌平）、嘉間良流・鬼童町信乃・比作天外・久重護（益山武明）、三次利狂・杁敦豪・真我里依留・藻津ノラ（増元拓也）、和食雷我・黒崎隆景・石垣真那人・白島溺（濱健人） | 「MEMORIES」                                                              | キャラクターCD『HANDEAD ANTHEM』関連曲                                                             |
| 2022年3月4日   | HANDEAD THE BEST                                                                                              | 天神コウ（小松昌平）、嘉間良流（益山武明）、三次利狂（増元拓也）、和食雷我（濱健人） | 「WANTEAD HANDEAD -Remix Mosh ver-」                                      | キャラクターCD『HANDEAD ANTHEM』関連曲                                                             |
| 2022年3月12日  | THE IDOLM@STER SideM PASSION@TE FORMATION -MENTAL-                                                            | 315 STARS（メンタルVer.） | 「リトルハピネス」                                                        | ゲーム『アイドルマスター SideM GROWING STARS』関連曲                                               |
| 2022年3月12日  | THE IDOLM@STER SideM PASSION@TE FORMATION -MENTAL-                                                            | 信玄誠司（増元拓也） | 「リトルハピネス」                                                        | ゲーム『アイドルマスター SideM GROWING STARS』関連曲                                               |
| 2022年10月1日  | THE IDOLM@STER SideM GROWING SIGN@L SOLO COLLECTION 01                                                        | 信玄誠司（増元拓也） | 「Plus 1 Good Day!」                                                      | ゲーム『アイドルマスター SideM GROWING STARS』関連曲                                               |
| 2022年10月7日  | VAZZROCK THE ANIMATION OP「Asterism⁂」                                                                        | ROCK DOWN | 「Asterism⁂」                                                             | テレビアニメ『VAZZROCK THE ANIMATION』主題歌                                                       |
| 2022年12月21日 | THE IDOLM@STER SideM GROWING SIGN@L 15 Take a StuMp!                                                          | 315 ALLSTARS | 「Take a StuMp!」                                                         | ゲーム『アイドルマスター SideM GROWING STARS』関連曲                                               |
| 2022年12月30日 | VAZZROCK THE ANIMATION エンディングテーマCD vol.6                                                             | 大黒岳（増元拓也） | 「花の誇り」                                                              | テレビアニメ『VAZZROCK THE ANIMATION』エンディングテーマ                                           |
| 2022年12月30日 | 月花神楽 | ROCK DOWN | 「月花神楽 -牡丹-」                                                       | キャラクターCD『VAZZROCK』関連曲                                                                   |
| 2023年1月18日  | GO FOR IT!!                                                                                                   | 315 STARS | 「GO FOR IT!!」                                                           | ゲーム『アイドルマスター SideM GROWING STARS』関連曲                                               |
| 2023年2月11日  | THE IDOLM@STER SideM UNIT COLLECTION -Take a StuMp!-                                                          | FRAME | 「Take a StuMp!」                                                         | ゲーム『アイドルマスター SideM GROWING STARS』関連曲                                               |
| 2023年3月11日  | 幻想のUtopia/安寧のDystopia                                                                                   | 天ヶ瀬冬馬（寺島拓篤）、伊集院北斗（神原大地）、都築圭（土岐隼一）、神楽麗（永野由祐）、渡辺みのり（高塚智人）、信玄誠司（増元拓也）、華村翔真（バレッタ裕）、清澄九郎（中田祐矢）、伊瀬谷四季（野上翔）、神谷幸広（狩野翔）、卯月巻緒（児玉卓也）、水嶋咲（小林大紀）、橘志狼（古畑恵介）、舞田類（榎木淳弥）、山下次郎（中島ヨシキ）、円城寺道流（濱野大輝）、兜大吾（浦尾岳大）、九十九一希（比留間俊哉）、葛之葉雨彦（笠間淳）、北村想楽（汐谷文康） | 「安寧のDystopia」                                                        | 舞台『THE IDOLM@STER SideM PASSIONABLE READING SHOW -超常事変〜対立スル正義〜-』エンディングテーマ |
| 2023年3月29日  | THE IDOLM@STER SideM 49 ELEMENTS 09 FRAME                                                                     | FRAME | 「ONE to DREAM!」                                                         | ゲーム『アイドルマスター SideM GROWING STARS』関連曲                                               |
| 2023年3月29日  | THE IDOLM@STER SideM 49 ELEMENTS 09 FRAME                                                                     | 信玄誠司（増元拓也） | 「Tick Tack Voice」                                                       | ゲーム『アイドルマスター SideM GROWING STARS』関連曲                                               |
| 2023年4月21日  | アオペラ -aoppella!?-5                                                                                        | VadLip | 「King Of Voxxx」                                                         | 『アオペラ -aoppella!?-』関連曲                                                                    |
| 2023年7月28日  | VAZZROCK THE ANIMATION 第7巻 特典CD                                                                           | VAZZY、ROCK DOWN | 「I can’t stop dancing!」                                                 | テレビアニメ『VAZZROCK THE ANIMATION』エンディングテーマ                                           |
| 2023年8月25日  | VAZZROCK bi-colorシリーズ4thシーズン6 大黒 岳×名積ルカ-hematite×morganite-Good heavens!                       | 大黒岳（増元拓也） | 「Keep on going」                                                         | 『VAZZROCK』関連曲                                                                                 |
| 2023年8月25日  | VAZZROCK bi-colorシリーズ4thシーズン6 大黒 岳×名積ルカ-hematite×morganite-Good heavens!                       | 大黒岳（増元拓也）、名積ルカ（河本啓佑） | 「Never give up」 「Bad day but yeah!」                                   | 『VAZZROCK』関連曲                                                                                 |
| 2023年9月27日  | アオペラ -aoppella!?-5.5                                                                                      | リルハピ、FYA'M'、VadLip | 「5+6+6=Voice to Voice」                                                  | 『アオペラ -aoppella!?-』関連曲                                                                    |
| 2023年9月27日  | アオペラ -aoppella!?-5.5                                                                                      | VadLip | 「5+6+6=Voice to Voice -Vad Rule-」                                       | 『アオペラ -aoppella!?-』関連曲                                                                    |
| 2023年10月28日 | THE IDOLM@STER SideM 8th STAGE THEME SONG「Hands & Claps!」                                                   | 315 ALLSTARS | 「Hands & Claps!」                                                        | ライブイベント『THE IDOLM@STER SideM 8th STAGE 〜ALL H@NDS TOGETHER〜』テーマソング                |
| 2023年10月28日 | THE IDOLM@STER SideM 8th STAGE THEME SONG「Hands & Claps!」                                                   | 315 STARS（メンタルVer.） | 「Hands & Claps!」                                                        | ライブイベント『THE IDOLM@STER SideM 8th STAGE 〜ALL H@NDS TOGETHER〜』テーマソング                |
| 2023年12月27日 | THE IDOLM@STER SideM CIRCLE OF DELIGHT 02 FRAME                                                               | FRAME | 「Amber Color Oasis」 「「また明日」の約束を」                            | 『アイドルマスター SideM』関連曲                                                                   |
| 2024年2月23日  | VAZZROCK ユニットソング8 ROCK DOWN vol.4 -There are many ways to go.-                                         | ROCK DOWN | 「REVOLUTION」 「覚醒Meteor Striker」 「Everything to me」                | 『VAZZROCK』関連曲                                                                                 |
| 2024年7月13日  | THE IDOLM@STER SideM CIRCLE OF DELIGHT SOLO COLLECTION 01                                                     | 信玄誠司（増元拓也） | 「Amber Color Oasis」                                                     | 『アイドルマスター SideM』関連曲                                                                   |
| 2024年7月13日  | THE IDOLM@STER SideM 9th STAGE THEME SONG「Gather Round!」                                                    | 315 ALLSTARS | 「Gather Round!」                                                         | ライブイベント『THE IDOLM@STER SideM 9th STAGE ～MIR＠-CIRCLE CRESCENDO～』テーマソング            |
| 2024年7月13日  | THE IDOLM@STER SideM 9th STAGE THEME SONG「Gather Round!」                                                    | 315 STARS（メンタルVer.） | 「Gather Round!」                                                         | ライブイベント『THE IDOLM@STER SideM 9th STAGE ～MIR＠-CIRCLE CRESCENDO～』テーマソング            |

### その他参加作品
| 発売日        | 商品名                                            | 歌                 | 楽曲                                                                       | 備考                          |
| ------------- | ------------------------------------------------- | ------------------ | -------------------------------------------------------------------------- | ----------------------------- |
| 2018年7月16日 | K for…                                            | K4                 | 「K for…」 「K4体操」 「K for…（アナザーバージョン）」                     | Web番組『K4カンパニー』関連曲 |
| 2019年5月11日 | K4行進曲!!!!                                      | K4                 | 「K4行進曲」 「STEP BY STEP」                                              | Web番組『K4カンパニー』関連曲 |
| 2020年1月10日 | Sympathy                                          | 益山武明、増元拓也 | 「Sympathy」 「Have good Holiday! ~Masuyama Takeaki&Masumoto Takuya ver~」 | Web番組『K4カンパニー』関連曲 |
| 2020年8月31日 | Message                                           | K4                 | 「Have a good Holiday! (All Member ver)」 「link」                         | Web番組『K4カンパニー』関連曲 |
| 2021年3月19日 | Believe!                                          | K4                 | 「Believe!」 「K4あるあるソング (全員Ver.)」                               | Web番組『K4カンパニー』関連曲 |
| 2021年3月19日 | Believe!限定盤特典CD K4あるあるソング～ソロver.～ | 増元拓也           | 「K4あるあるソング (増元ver.)」                                            | Web番組『K4カンパニー』関連曲 |
| 2021年8月17日 | TWO PACE                                          | 増元拓也、小松昌平 | 「TWO PACE」 「link ～Acoustic ver～」                                     | Web番組『K4カンパニー』関連曲 |
| 2022年2月25日 | 最高LOVE                                          | K4                 | 「最高LOVE」                                                               | Web番組『K4カンパニー』関連曲 |
| 2022年2月25日 | 最高LOVE                                          | 増元拓也           | 「Black Coffee (増元拓也ver)」                                             | Web番組『K4カンパニー』関連曲 |